# 美國各州州議會大廈列表
以下是美國各州的州議會大廈列表。
| 州府           | 議會大廈             | 建造年份                                                            |
| -------------- | -------------------- | ------------------------------------------------------------------- |
| 蒙哥馬利       | 阿拉巴馬州議會大廈   | 1851年                                                              |
| 朱諾           | 阿拉斯加州議會大廈   | 1929年－1931年                                                      |
| 鳳凰城         | 亞利桑那州議會大廈   | 1899年－1900年                                                      |
| 小岩城         | 阿肯色州議會大廈     | 1895年－1915年                                                      |
| 沙加緬度       | 加利福尼亞州議會大廈 | 1860年－1874年                                                      |
| 丹佛           | 科羅拉多州議會大廈   | 1886年－1907年                                                      |
| 哈特福         | 康乃狄克州議會大廈   | 1872年－1879年                                                      |
| 多佛           | 德拉瓦州議會大廈     | 1933年                                                              |
| 塔拉哈西       | 佛羅里達州議會大廈   | 1973年－1977年                                                      |
| 亞特蘭大       | 喬治亞州議會大廈     | 1883年－1889年                                                      |
| 檀香山         | 夏威夷州議會大廈     | 1960年－1969年                                                      |
| 博伊西         | 愛達荷州議會大廈     | 1905年－1913年, 1919年－1920年 (增建側翼)                           |
| 斯普林菲爾德   | 伊利諾州議會大廈     | 1867年－1876年 (設計), 1884年－1887年 (建造)                        |
| 印第安納波利斯 | 印第安納州議會大廈   | 1877年－1887年                                                      |
| 德梅因         | 愛荷華州議會大廈     | 1870年－1886年                                                      |
| 托皮卡         | 堪薩斯州議會大廈     | 1866年－1873年 (東側翼), 1879－1881 (西側翼), 1884年－1906年 (中央) |
| 法蘭克福       | 肯塔基州議會大廈     | 1905年－1910年                                                      |
| 巴頓魯治       | 路易斯安那州議會大廈 | 1930年－1932年                                                      |
| 奧古斯塔       | 緬因州議會大廈       | 1828年－1832年, 1889年－1891年 (增建), 1909年－1911年 (增建)        |
| 安那波利斯     | 馬里蘭州議會大廈     | 1772年－1779年                                                      |
| 波士頓         | 马萨諸塞州議會大廈   | 1795年－1798年                                                      |
| 蘭辛           | 密西根州議會大廈     | 1871年－1878年                                                      |
| 聖保羅         | 明尼蘇達州議會大廈   | 1893年－1905年                                                      |
| 傑克遜         | 密西西比州議會大廈   | 1901年－1903年                                                      |
| 傑佛遜市       | 密蘇里州議會大廈     | 1911年－1917年                                                      |
| 海倫娜         | 蒙大拿州議會大廈     | 1896年－1902年, 1909年－1912年 (側翼增建)                           |
| 林肯           | 內布拉斯加州議會大廈 | 1919年－1932年                                                      |
| 卡森城         | 內華達州議會大廈     | 1869年－1871年                                                      |
| 康科德         | 新罕布夏州議會大廈   | 1815年－1818年                                                      |
| 翠頓           | 紐澤西州議會大廈     | 1792年                                                              |
| 聖大非         | 新墨西哥州議會大廈   | 1964年－1966年                                                      |
| 奧本尼         | 紐約州議會大廈       | 1867年－1875年                                                      |
| 羅利           | 北卡羅來納州議會大廈 | 1833年 (Completed 1840 per North Carolina page)                     |
| 俾斯麥         | 北達科他州議會大廈   | 1920年－1924年, 1931年－1934年 (辦公大樓及側翼)                     |
| 哥倫布         | 俄亥俄州議會大廈     | 1838年－1840年                                                      |
| 奧克拉荷馬市   | 奧克拉荷馬州議會大廈 | 1914年－1917年, 2000年-2002年 (圓頂)                                |
| 塞勒姆         | 俄勒冈州议会大厦     | 1935年，1977年（側翼）                                              |
| 哈里斯堡       | 賓夕法尼亞州議會大廈 | 1898年－1902年/1903年                                               |
| 普洛威頓斯     | 羅德島州議會大廈     | 1895年－1904年                                                      |
| 哥倫比亞       | 南卡羅來納州議會大廈 | 1854年－1865年                                                      |
| 皮爾           | 南達科他州議會大廈   | 1905年－1911年                                                      |
| 納西維爾       | 田納西州議會大廈     | 1845年－1854年                                                      |
| 奧斯汀         | 德克薩斯州議會大廈   | 1881年－1888年                                                      |
| 鹽湖城         | 猶他州議會大廈       | 1911年－1916年                                                      |
| 蒙特佩利爾     | 佛蒙特州議會大廈     | 1834年－1836年                                                      |
| 里奇蒙         | 維吉尼亞州議會大廈   | 1785年－1790年, 1904年－1906年 (側翼)                               |
| 奧林匹亞       | 華盛頓州議會大廈     | 1919年－1928年 (議會大樓)                                           |
| 查爾斯頓       | 西維吉尼亞州議會大廈 | 1924年－1932年                                                      |
| 麥迪遜         | 威斯康辛州議會大廈   | 1906年－1917年                                                      |
| 夏延           | 懷俄明州議會大廈     | 1886年－1890年, 1915年－1917年 (參議院及眾議院建築)                 |

## 各州州議會大廈圖像

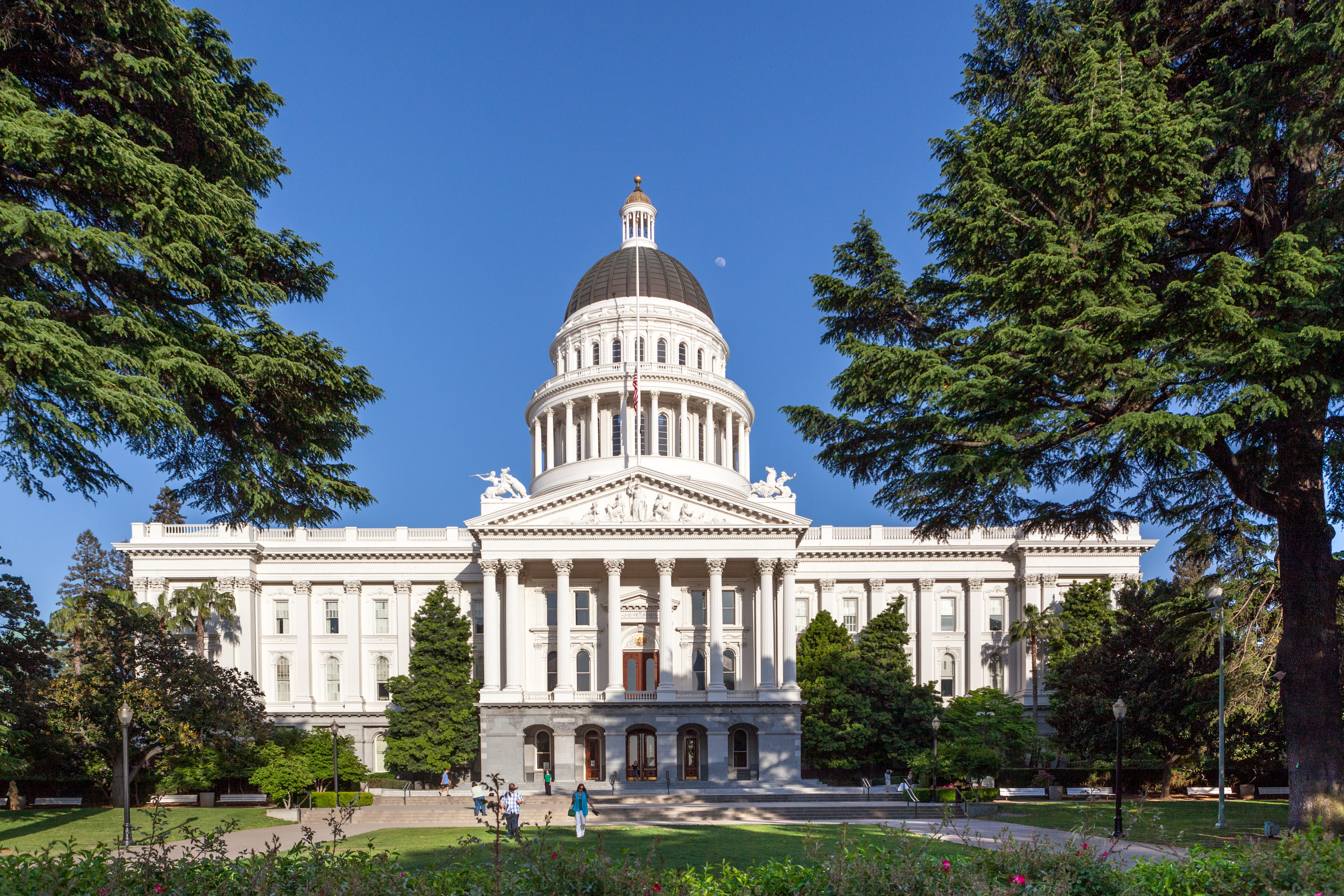
加利福尼亚州
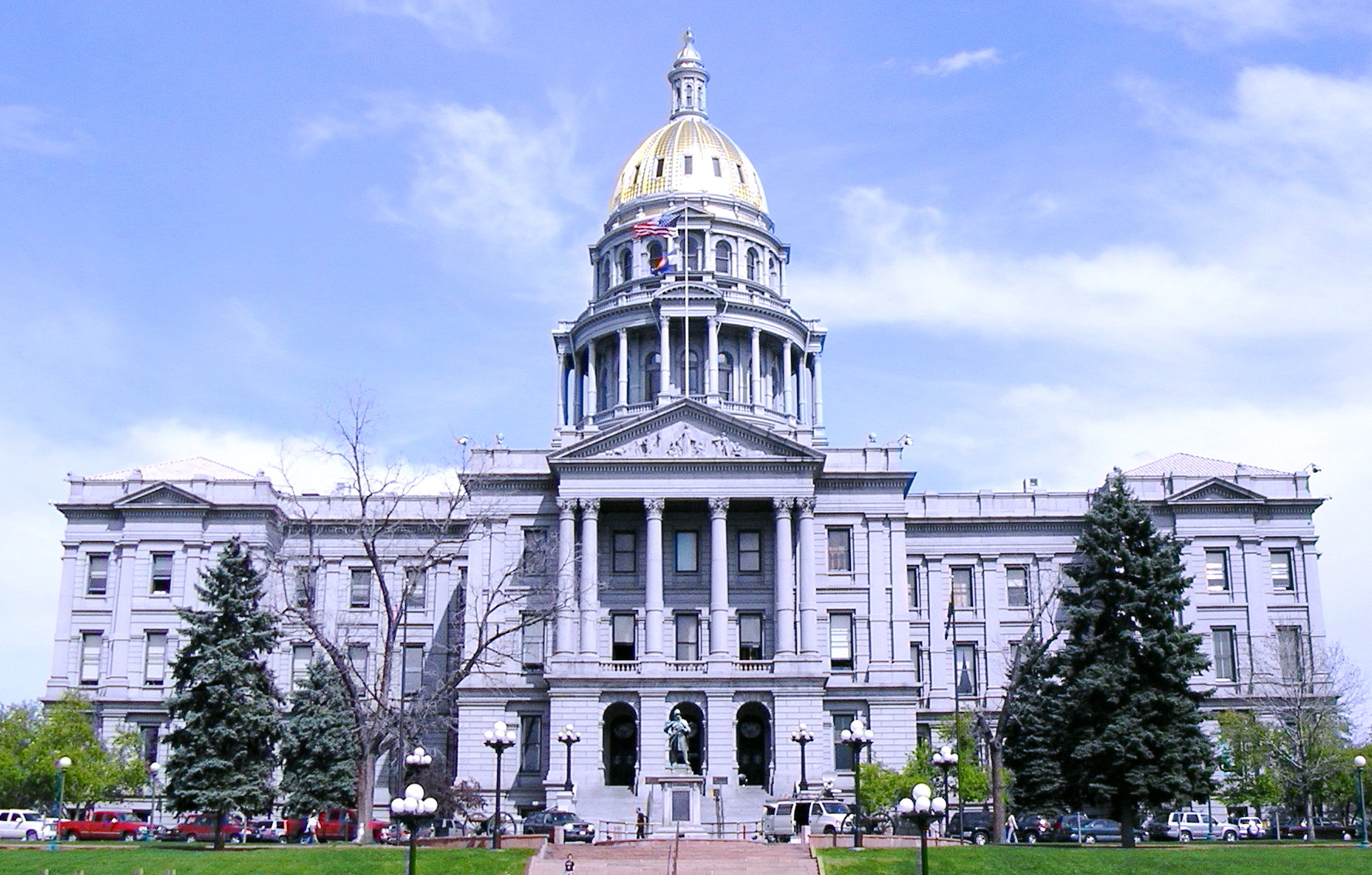
科羅拉多州
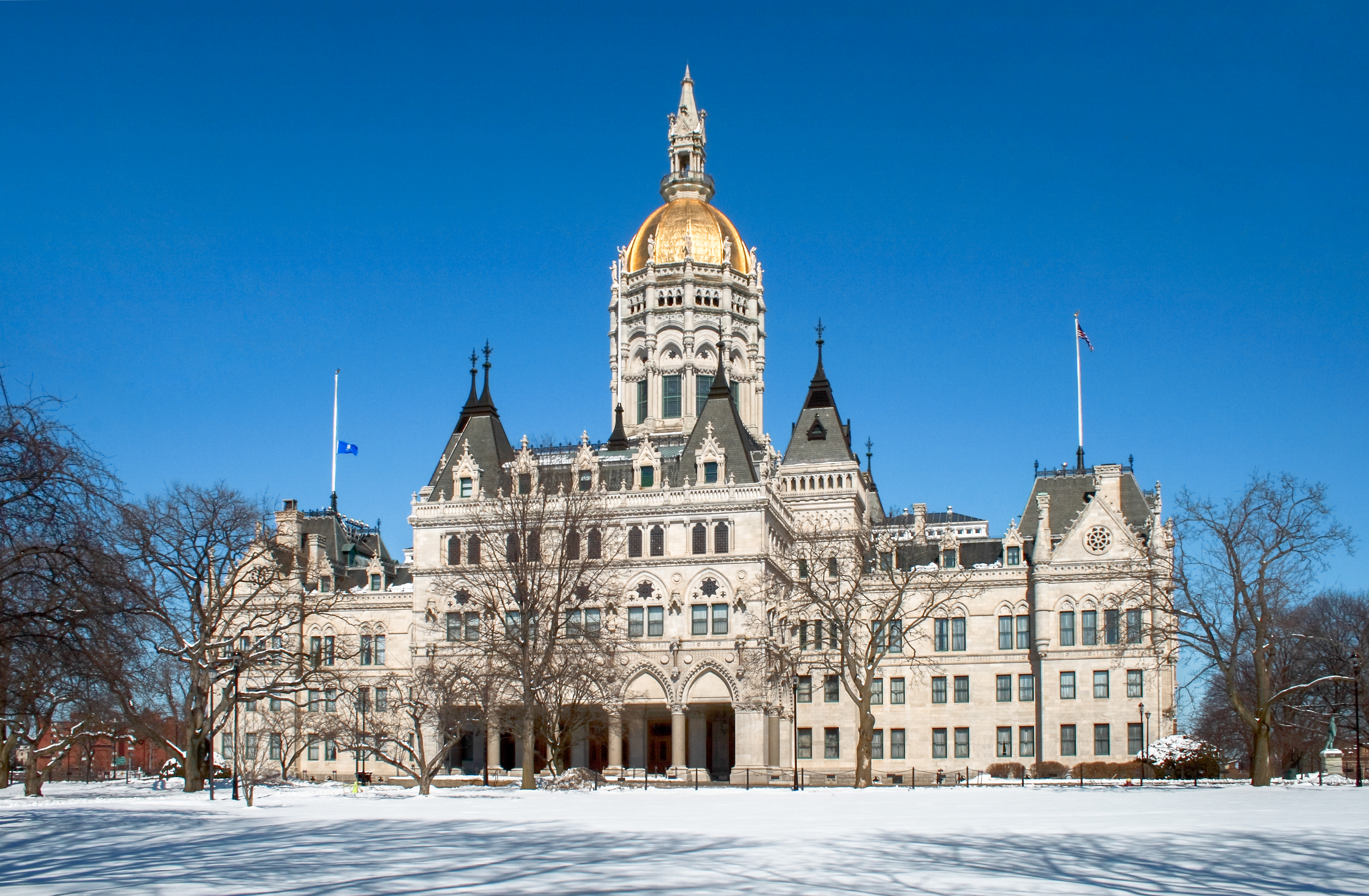
康乃狄克州
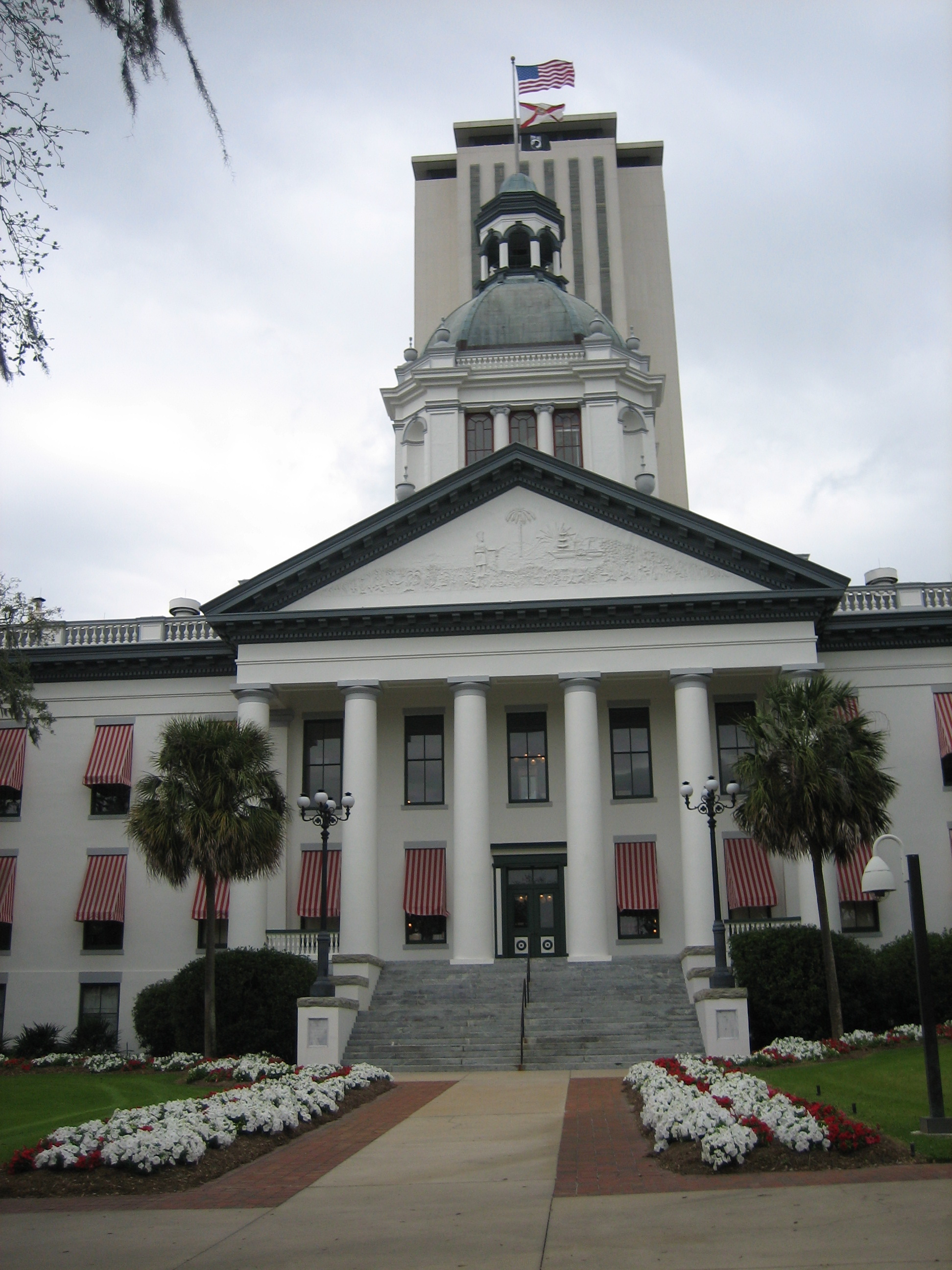
佛羅里達州
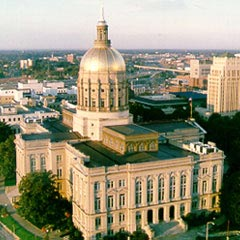
喬治亞州
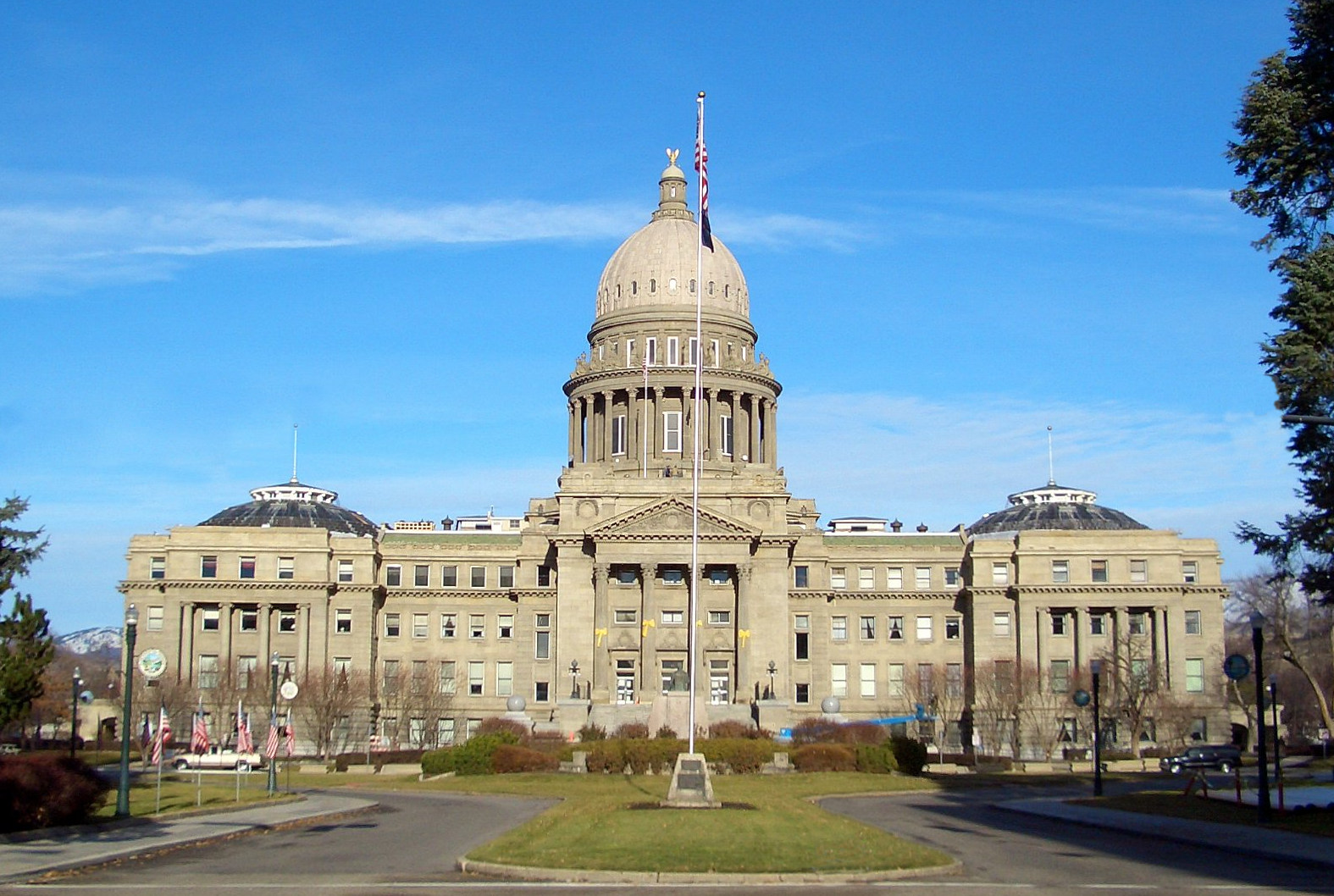
愛達荷州
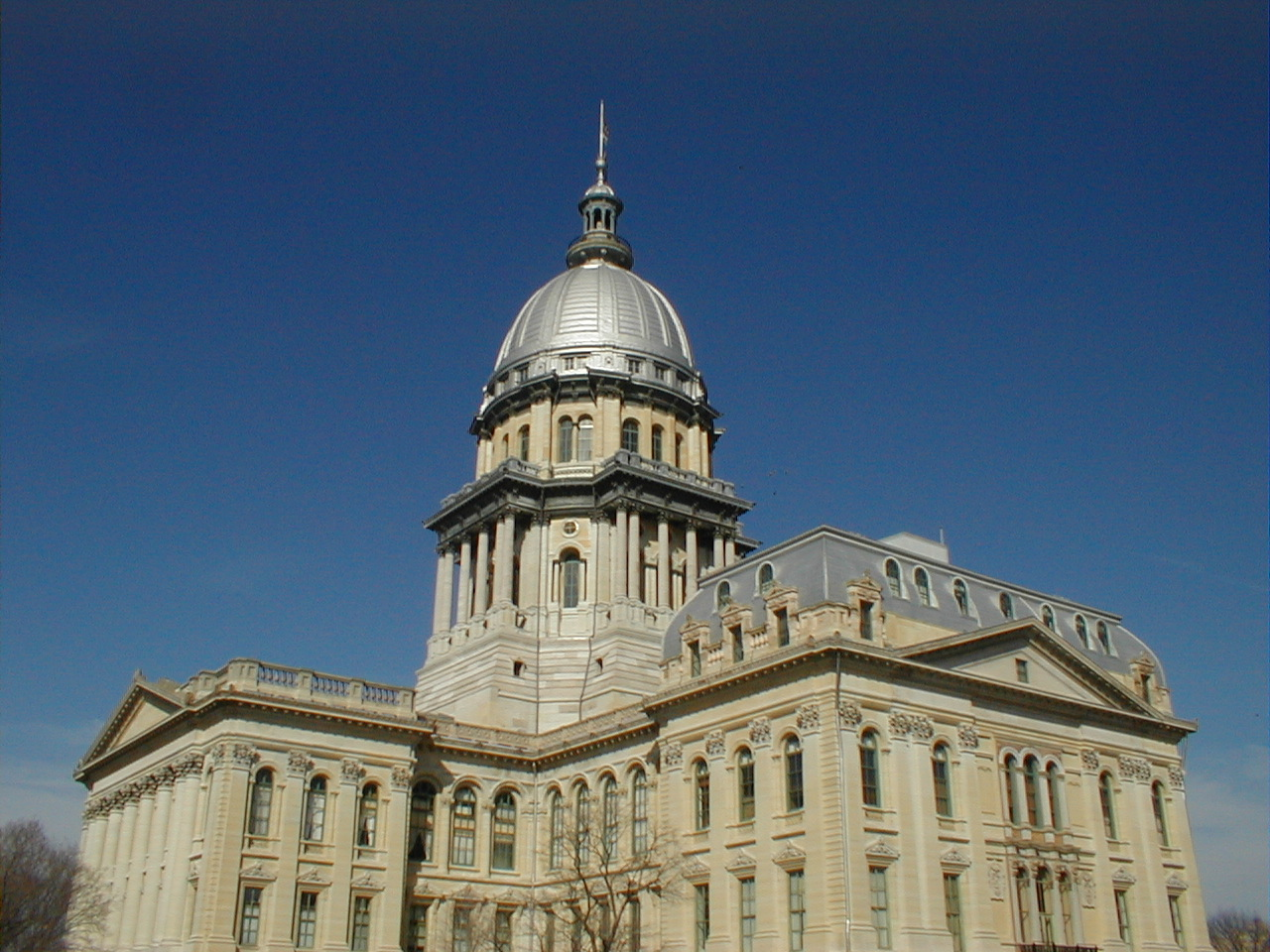
伊利諾州
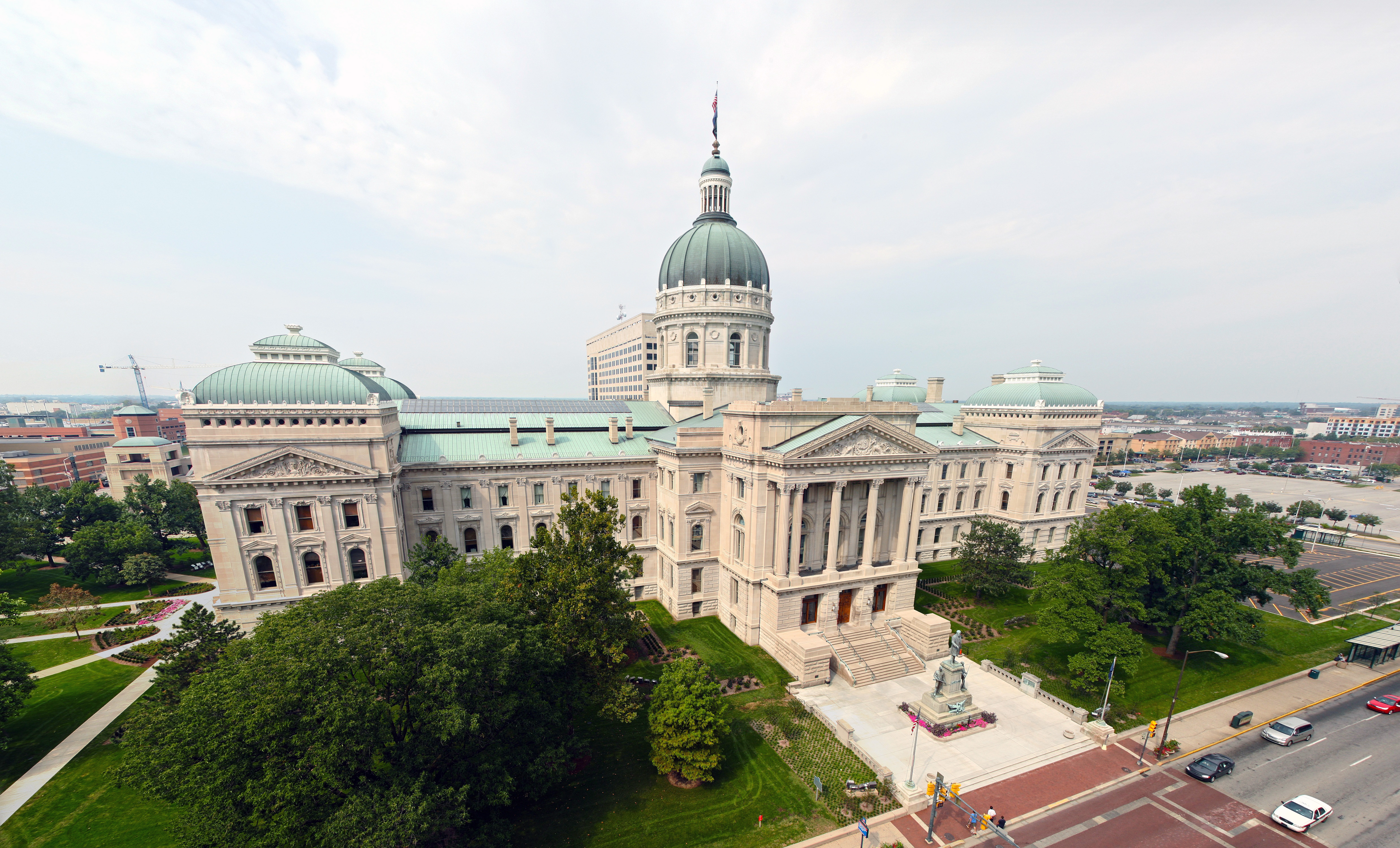
印第安納州
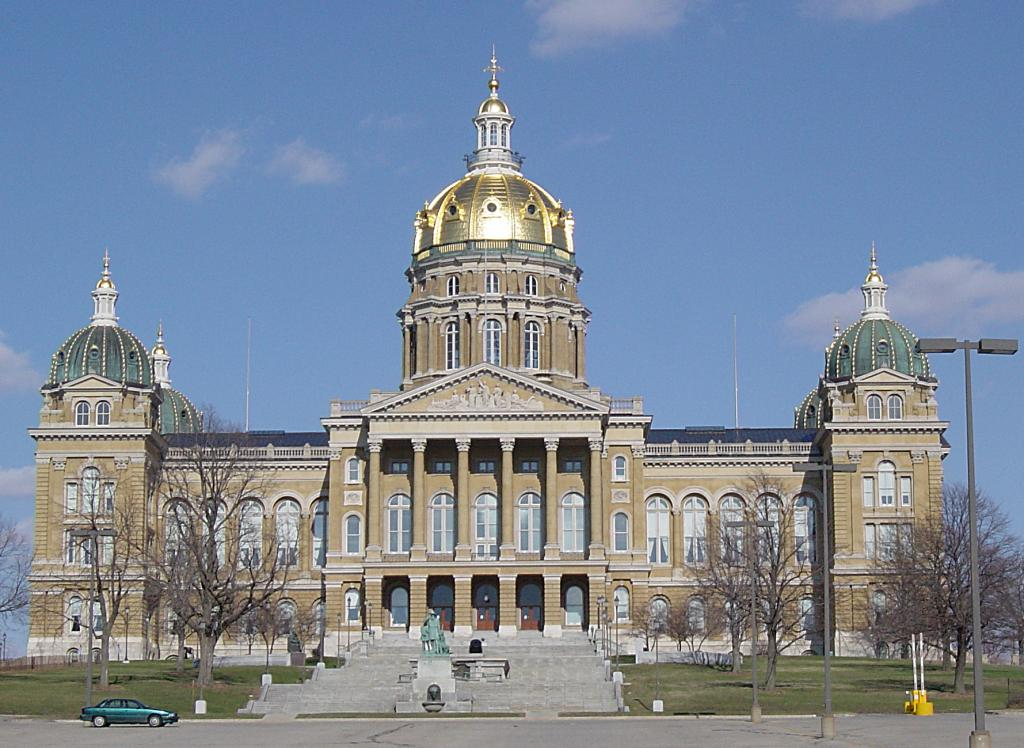
愛荷華州
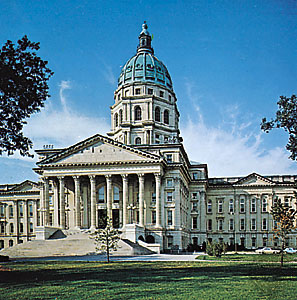
堪薩斯州
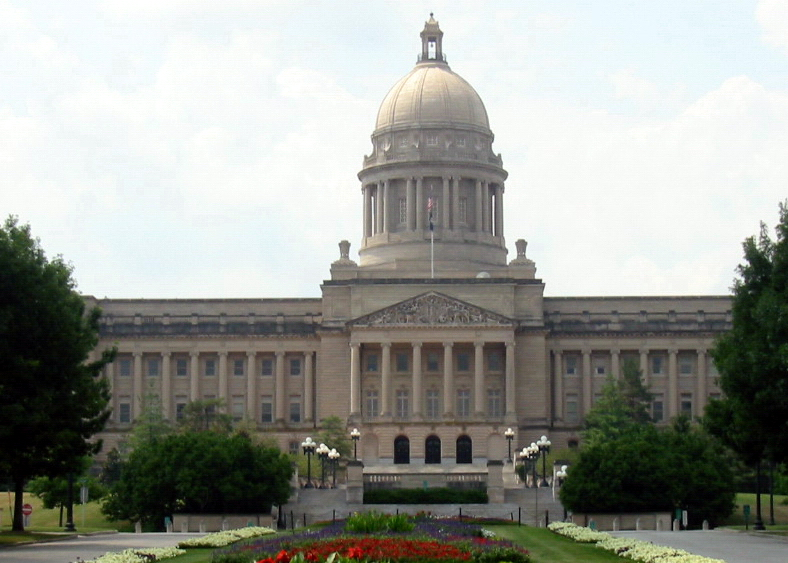
肯塔基州
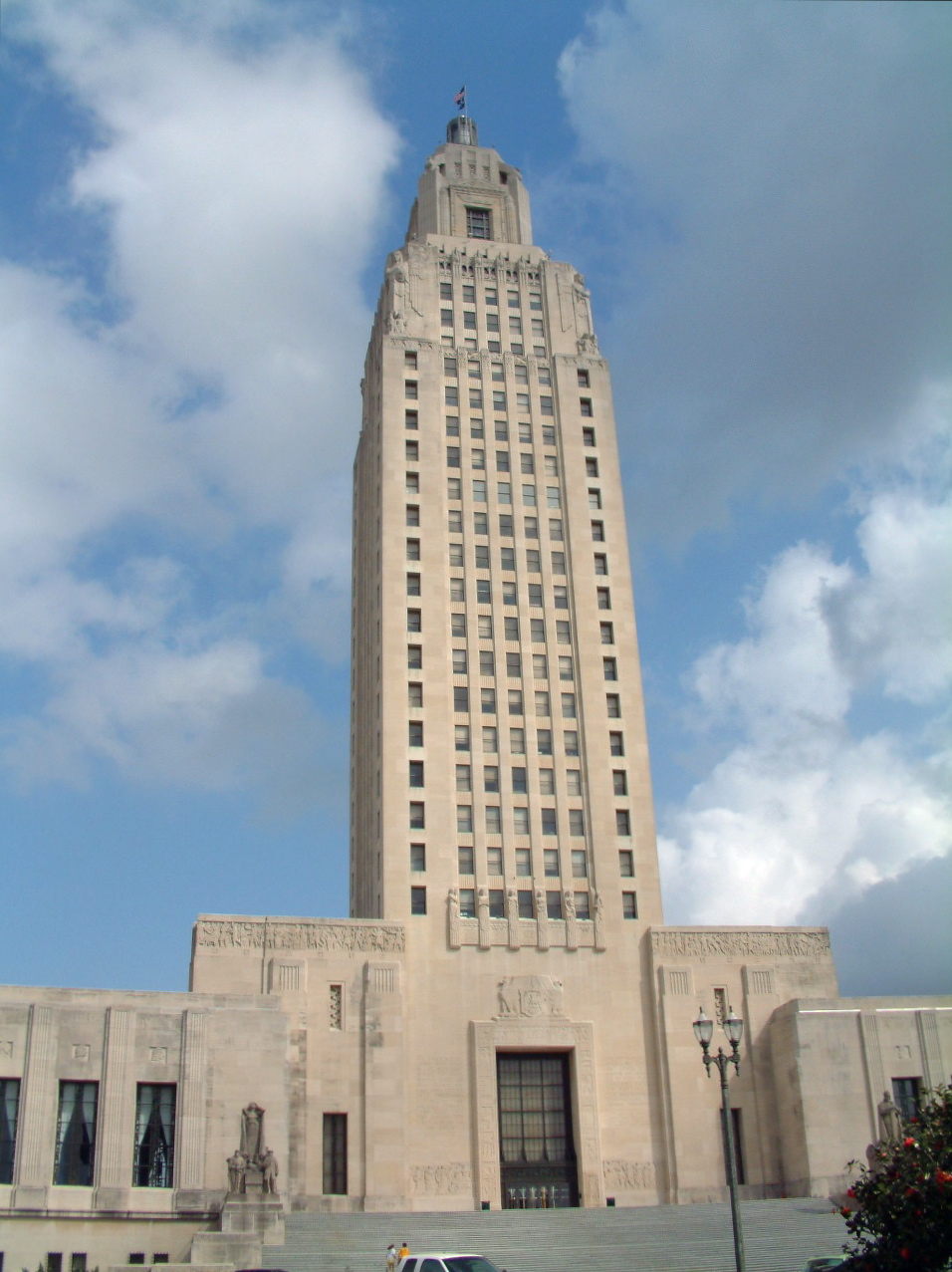
路易斯安那州
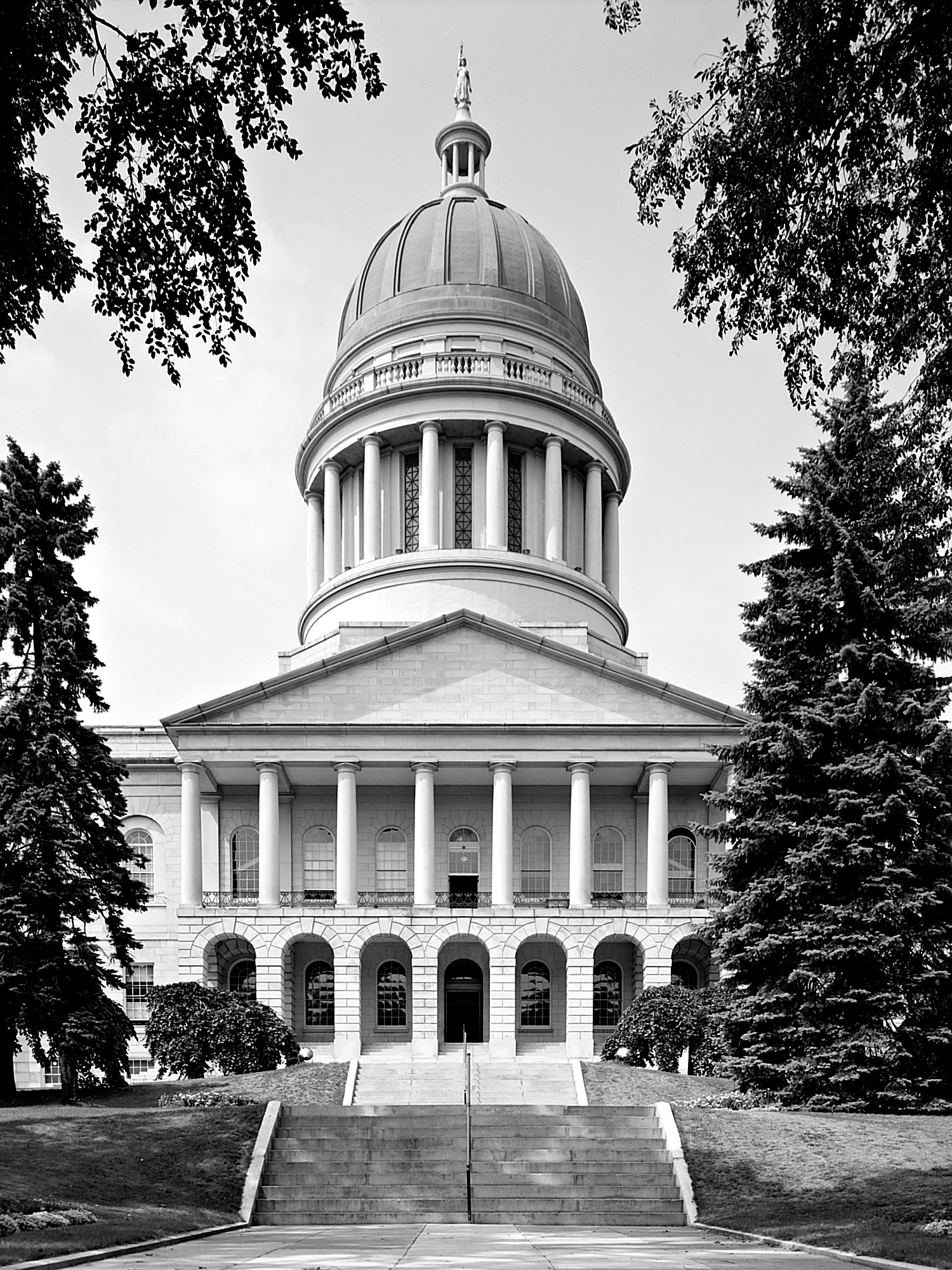
緬因州
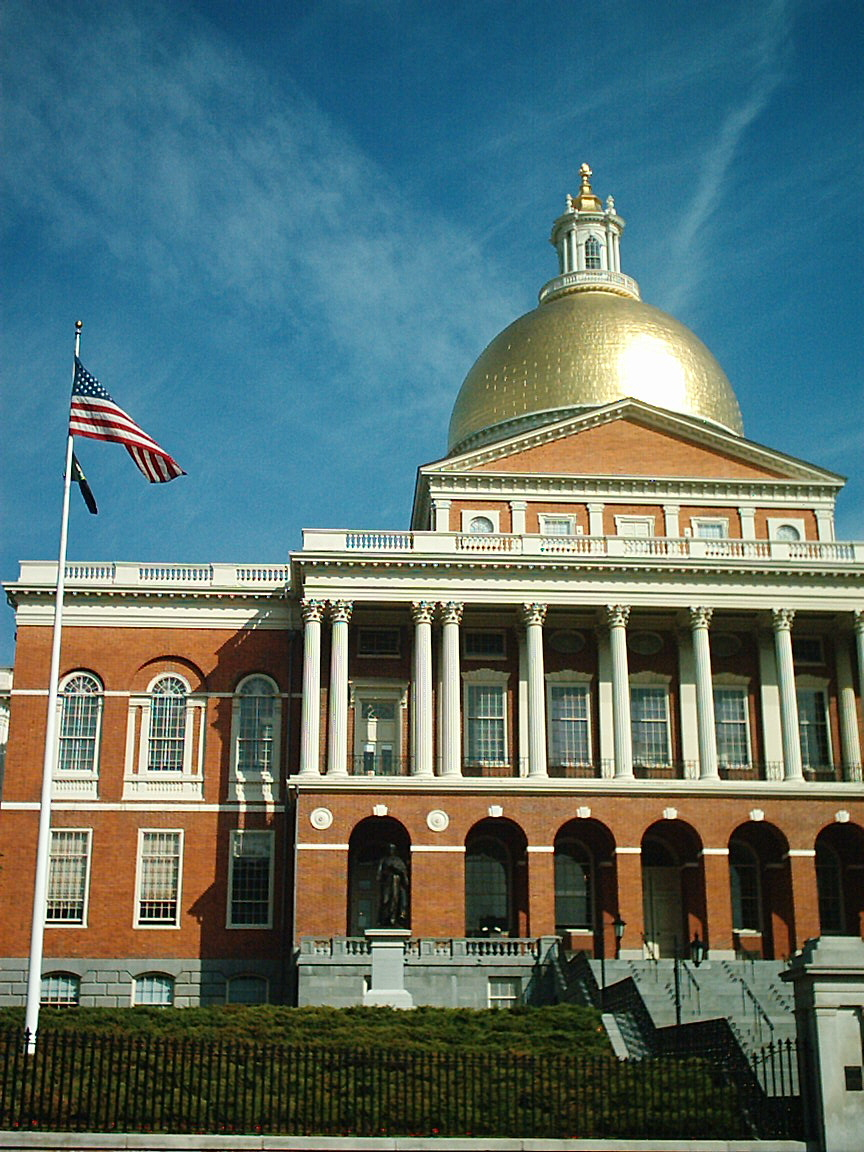
麻塞諸塞州
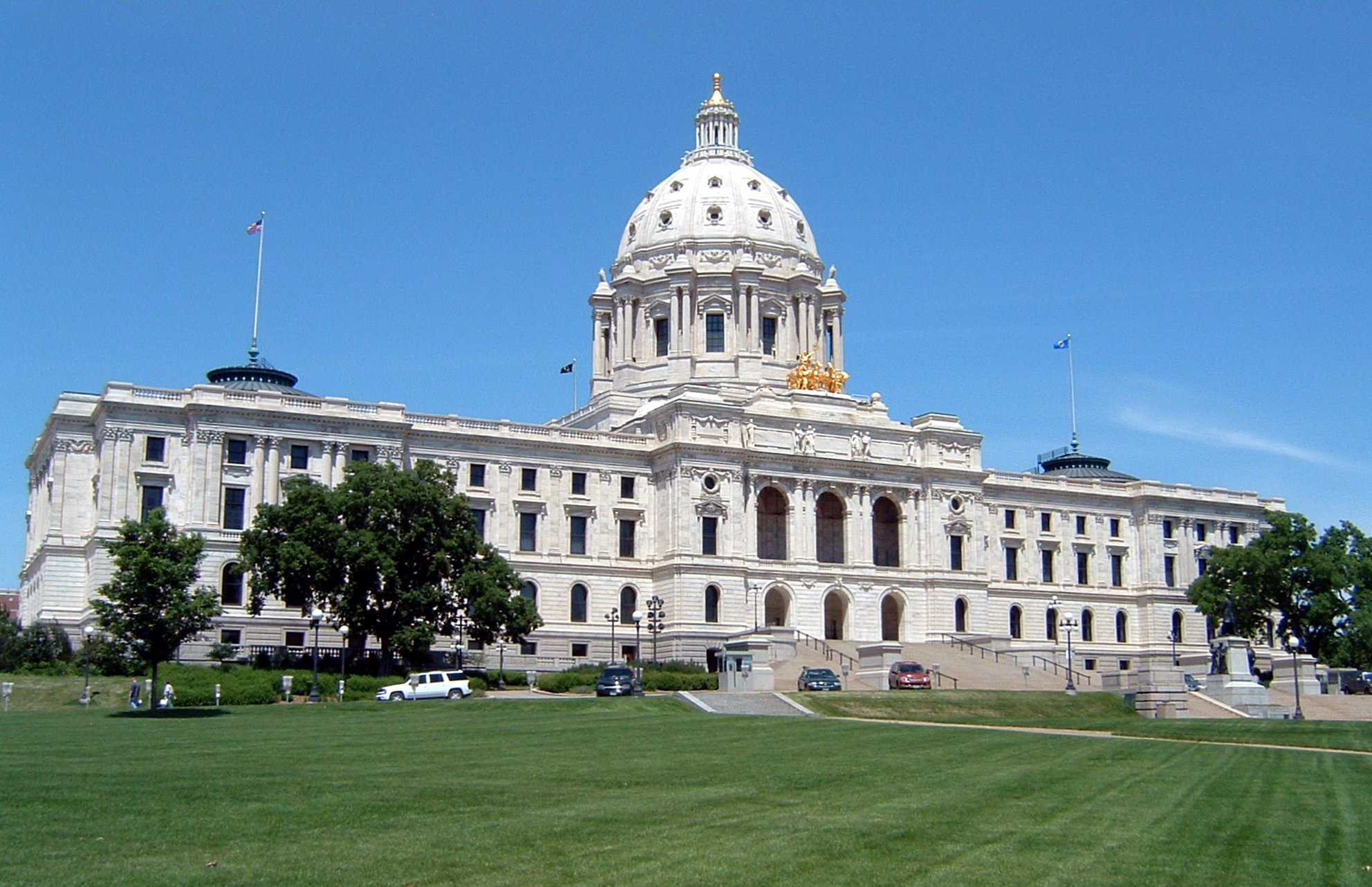
明尼蘇達州
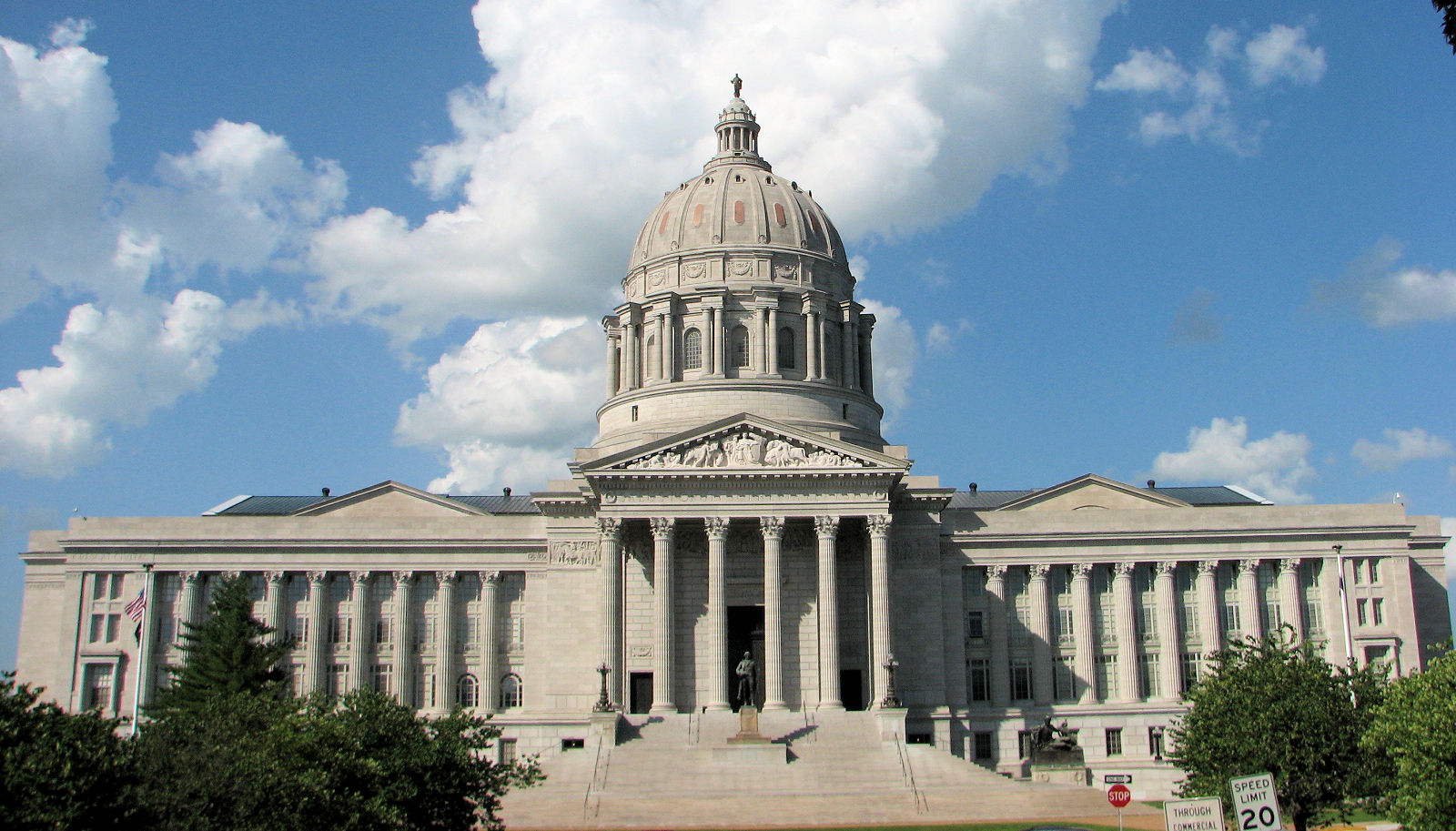
密蘇里州
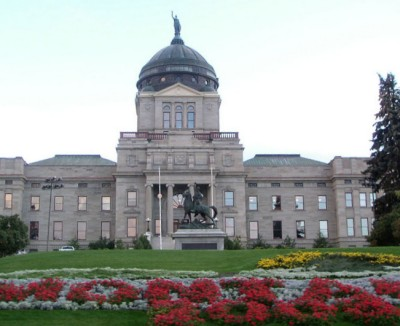
蒙大拿州
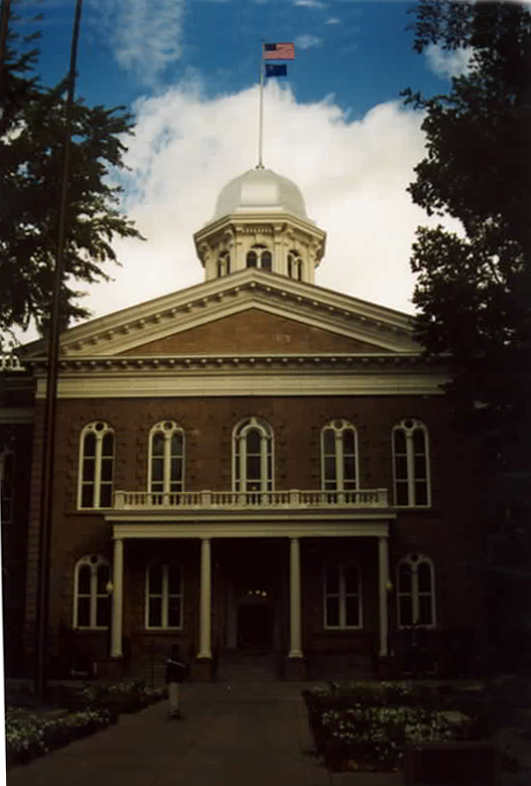
內華達州
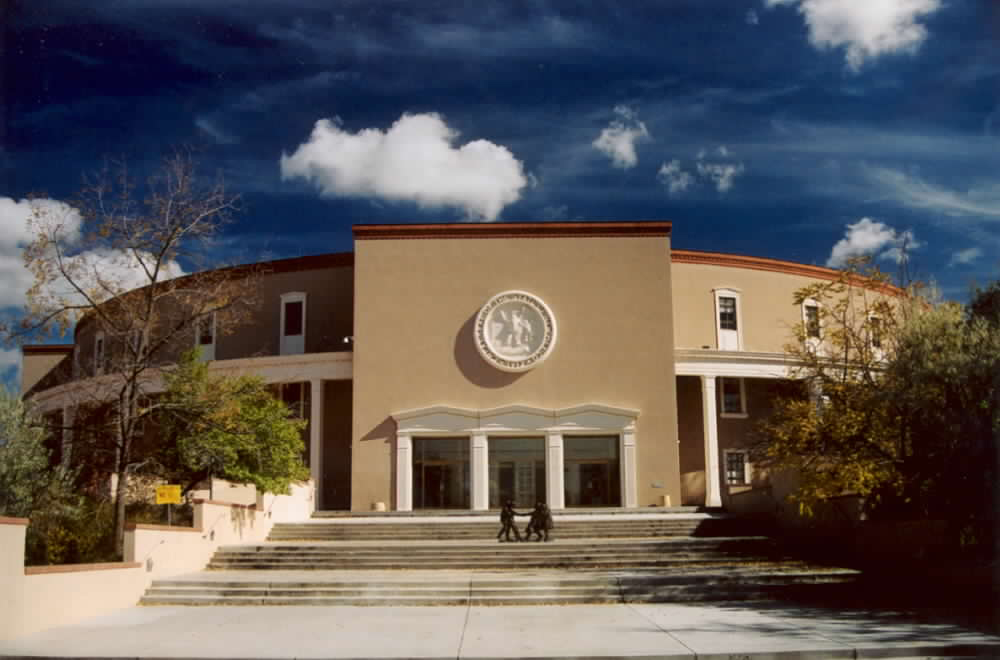
新墨西哥州
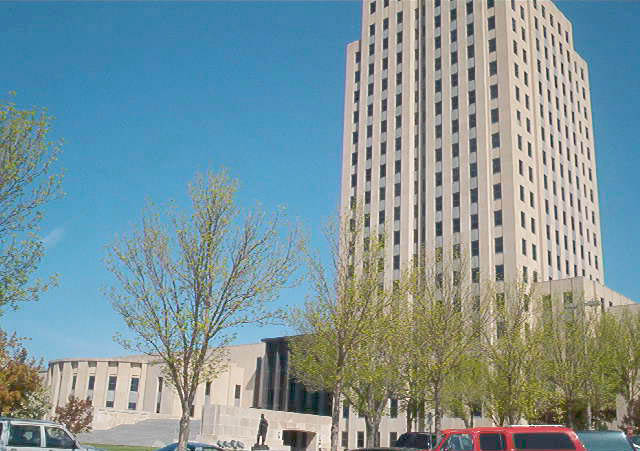
北達科他州
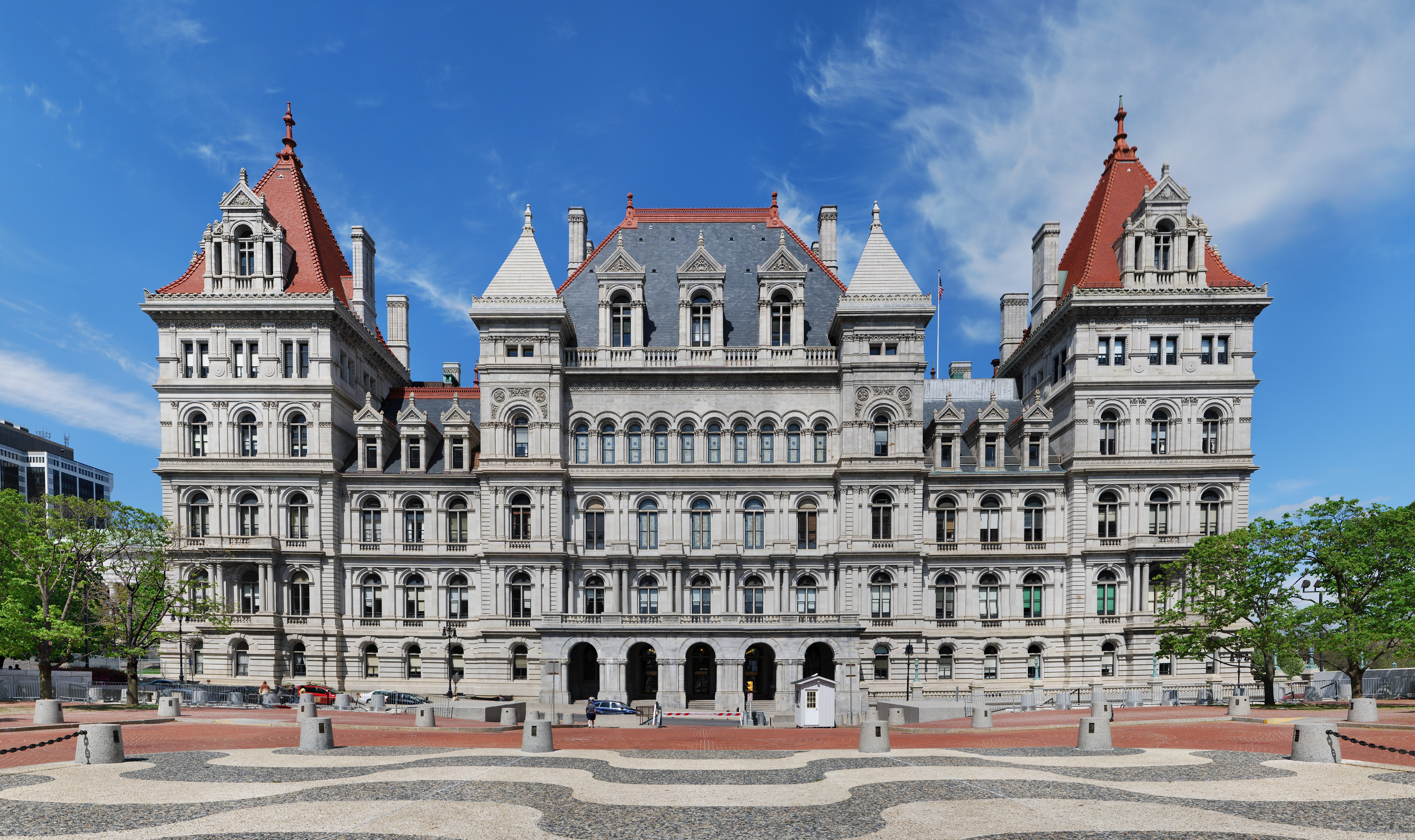
紐約州
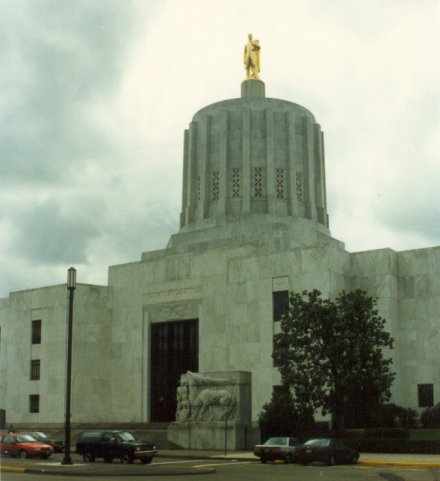
奧勒岡州
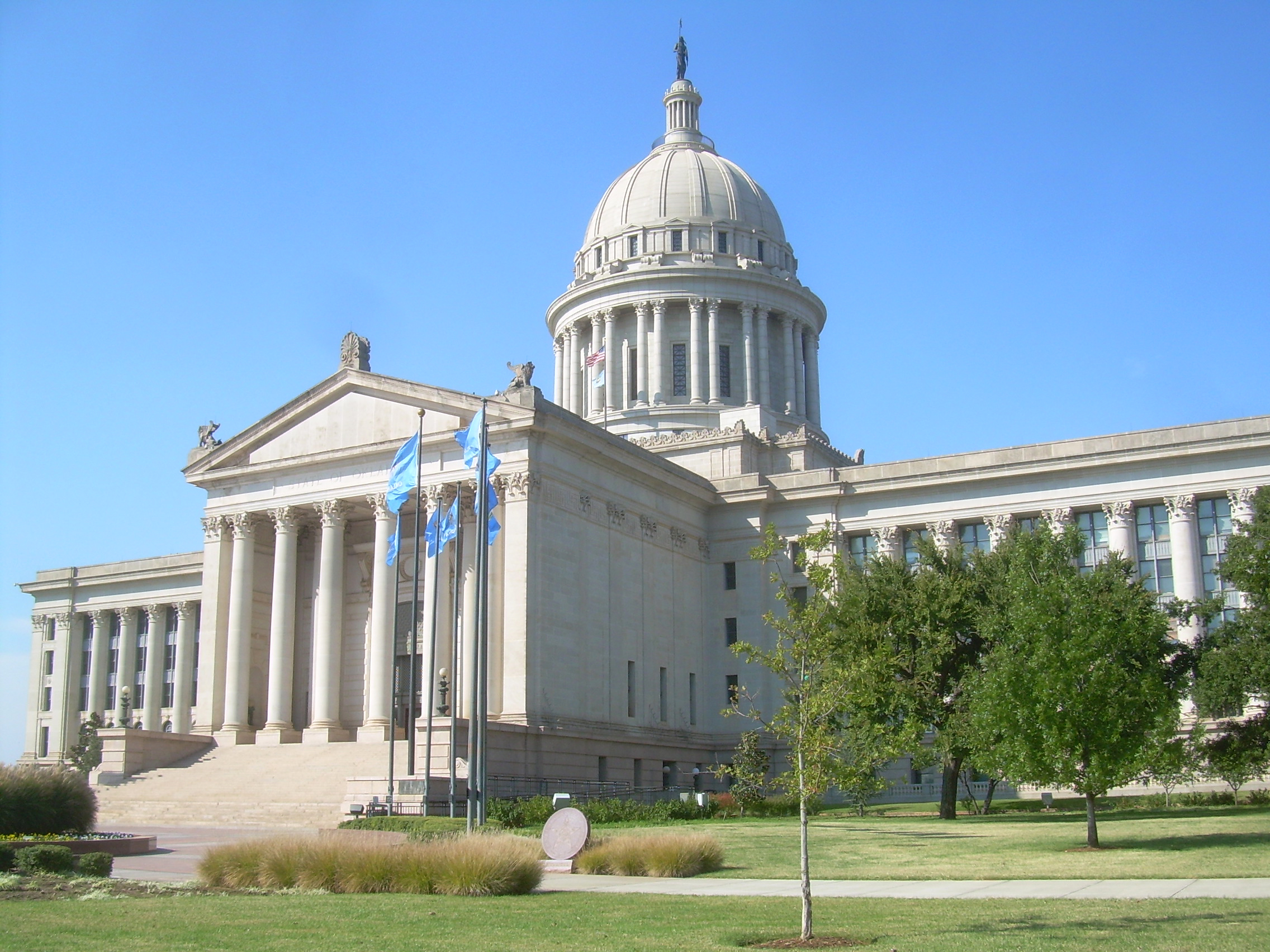
奧克拉荷馬州
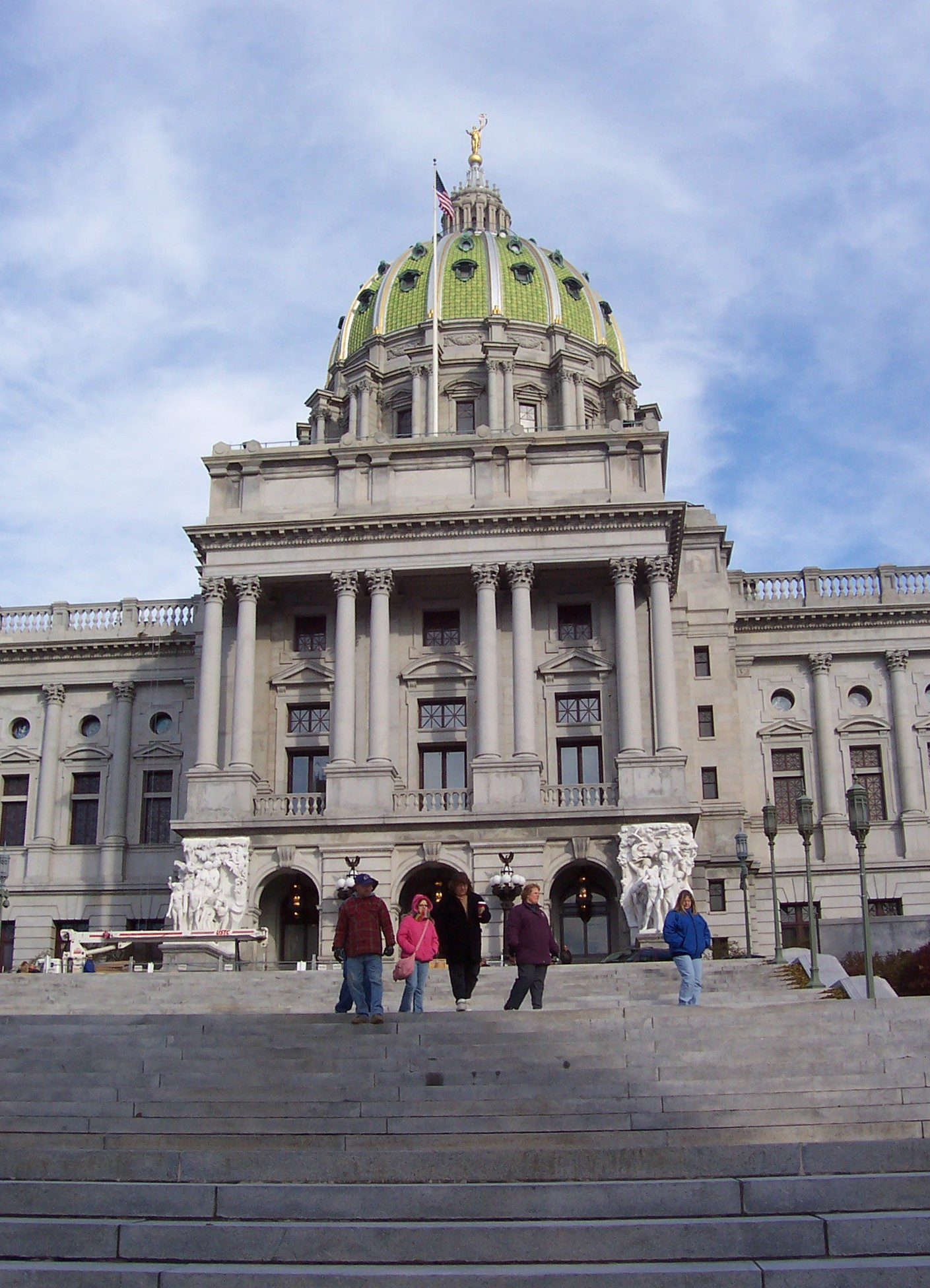
賓夕法尼亞州
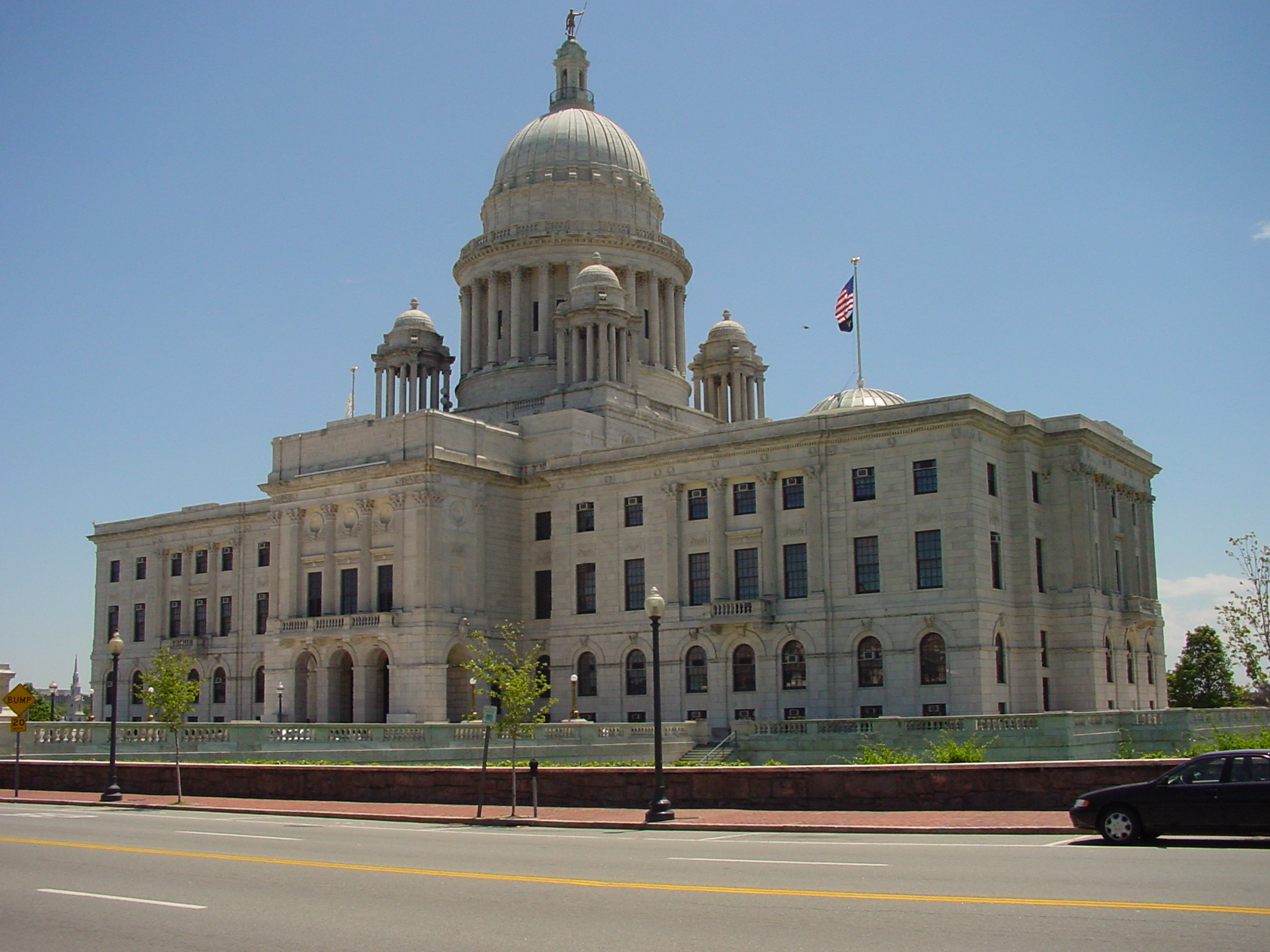
羅德島州
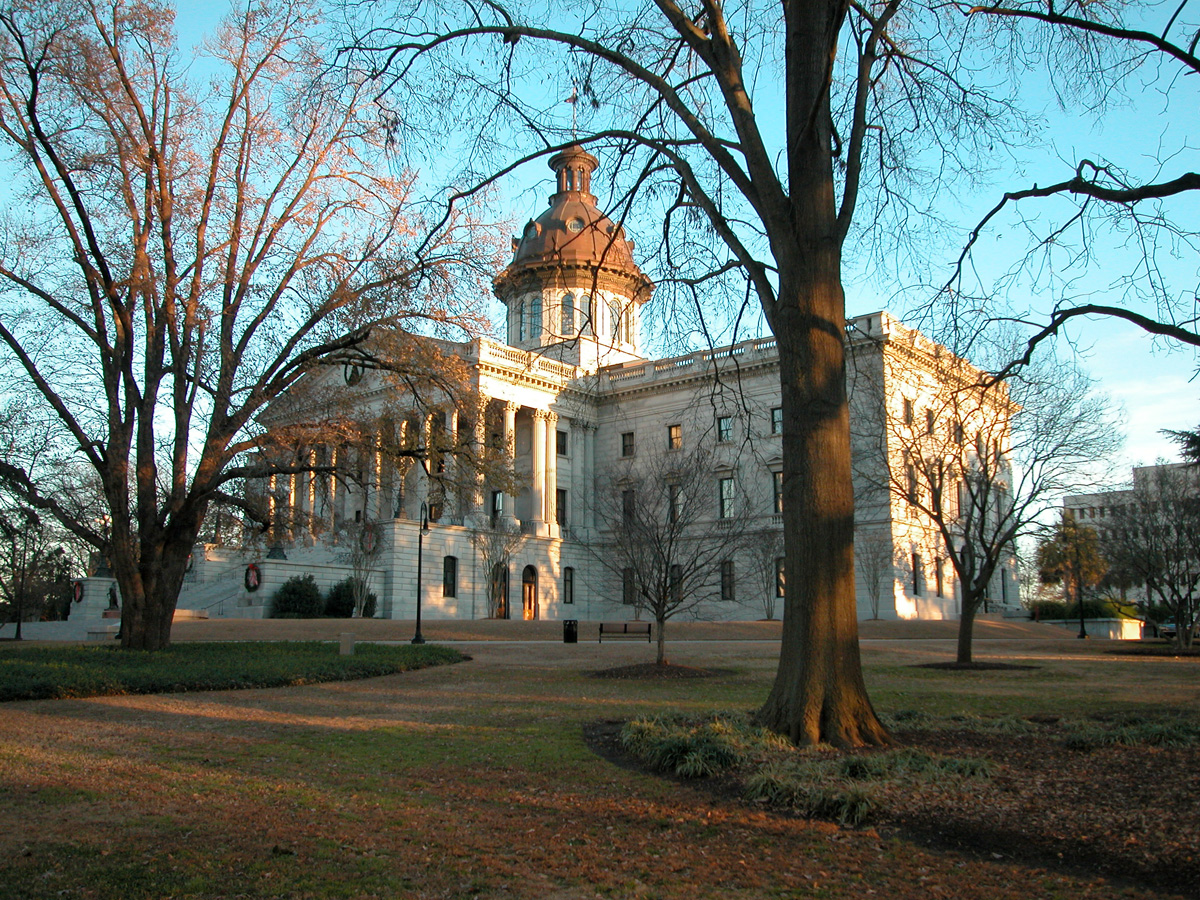
南卡羅來納州
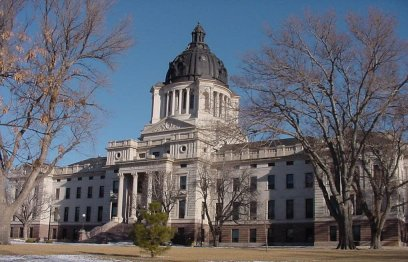
南達科他州
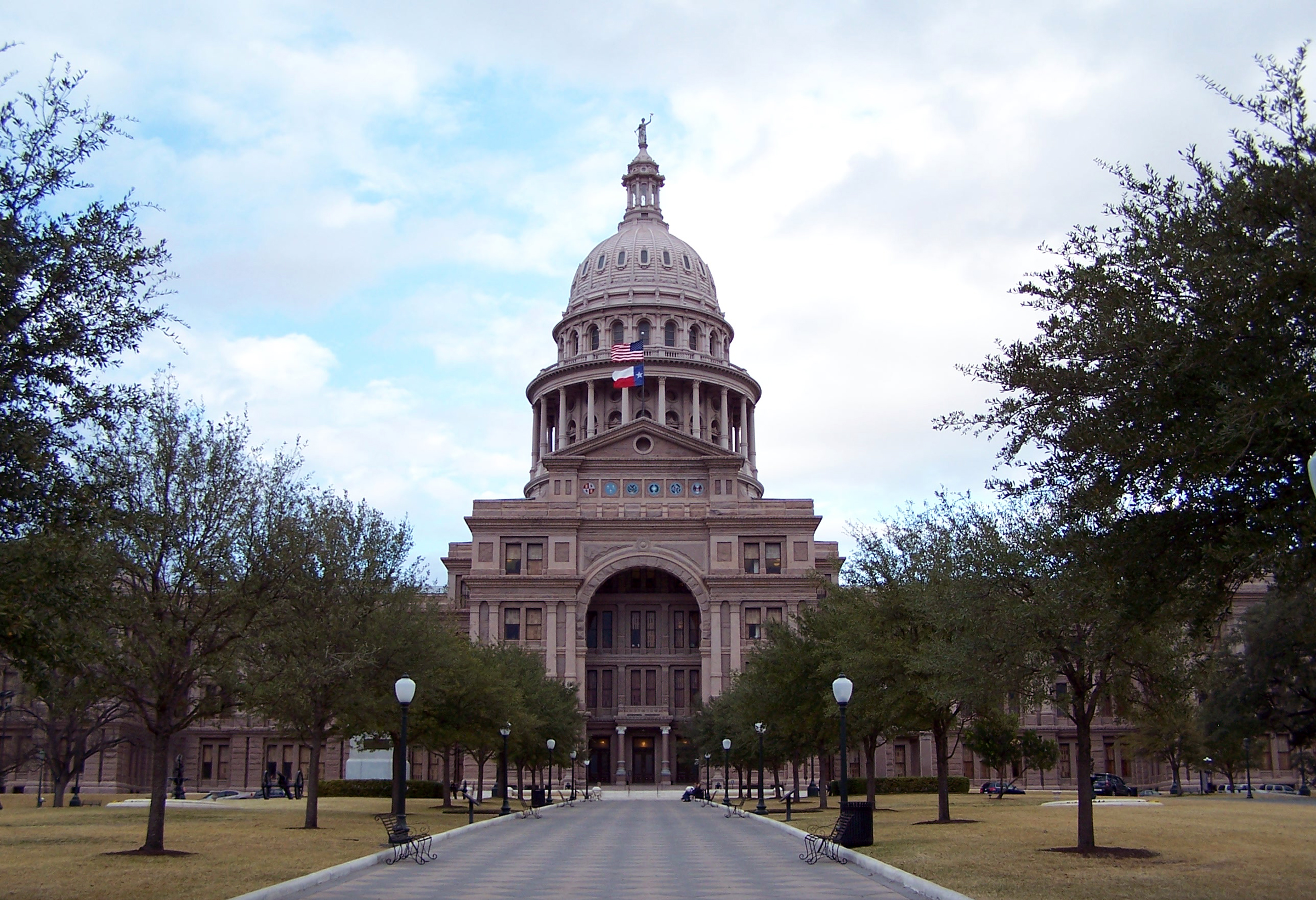
德克薩斯州
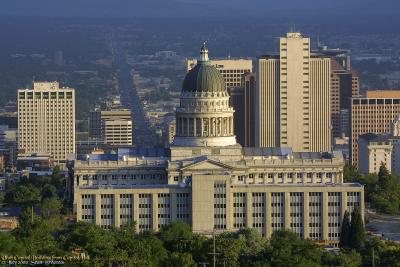
猶他州
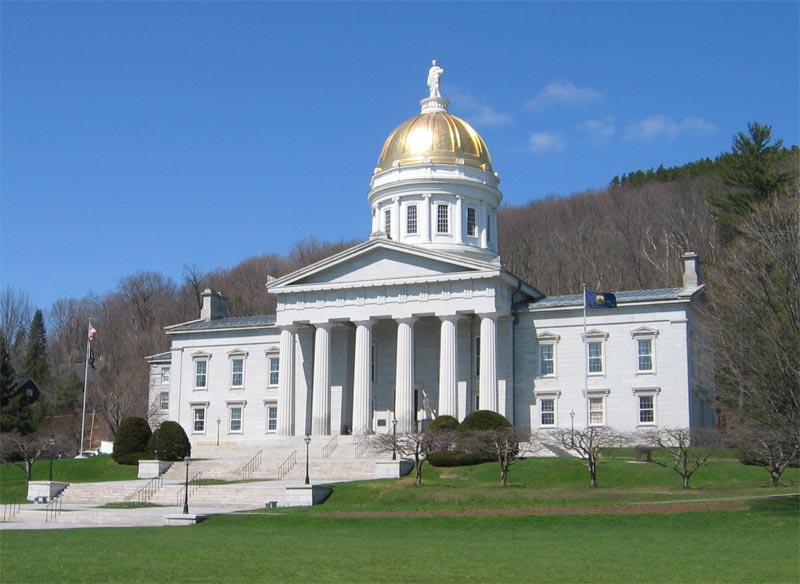
佛蒙特州
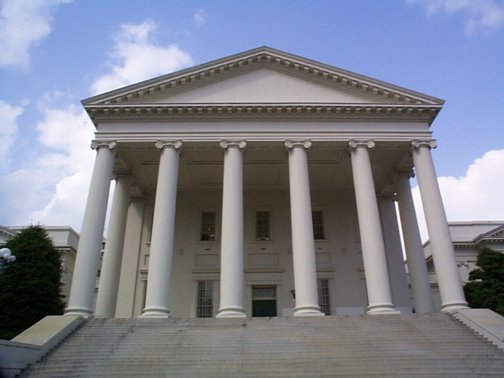
維吉尼亞州
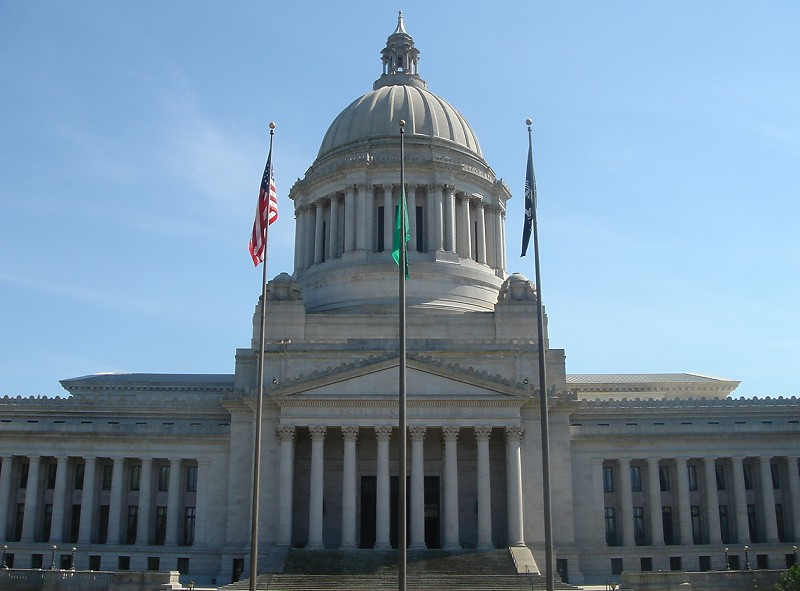
華盛頓州
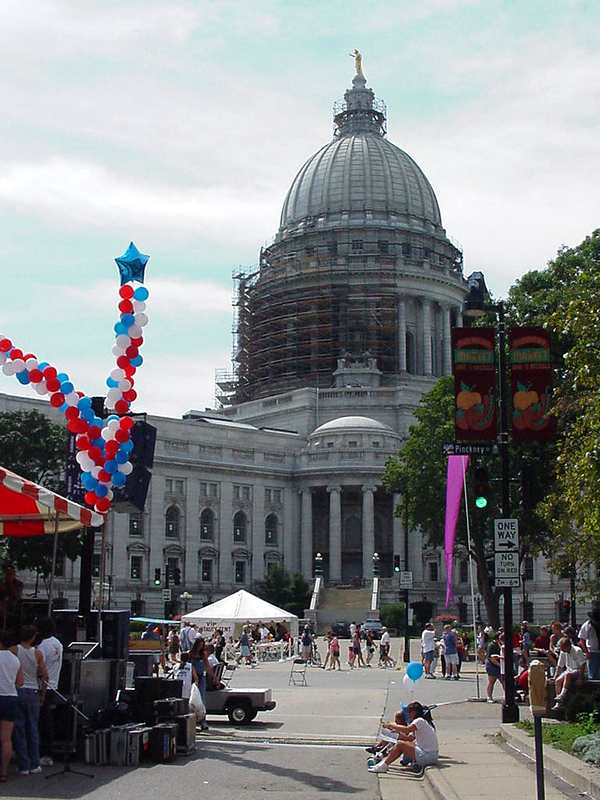
威斯康辛州
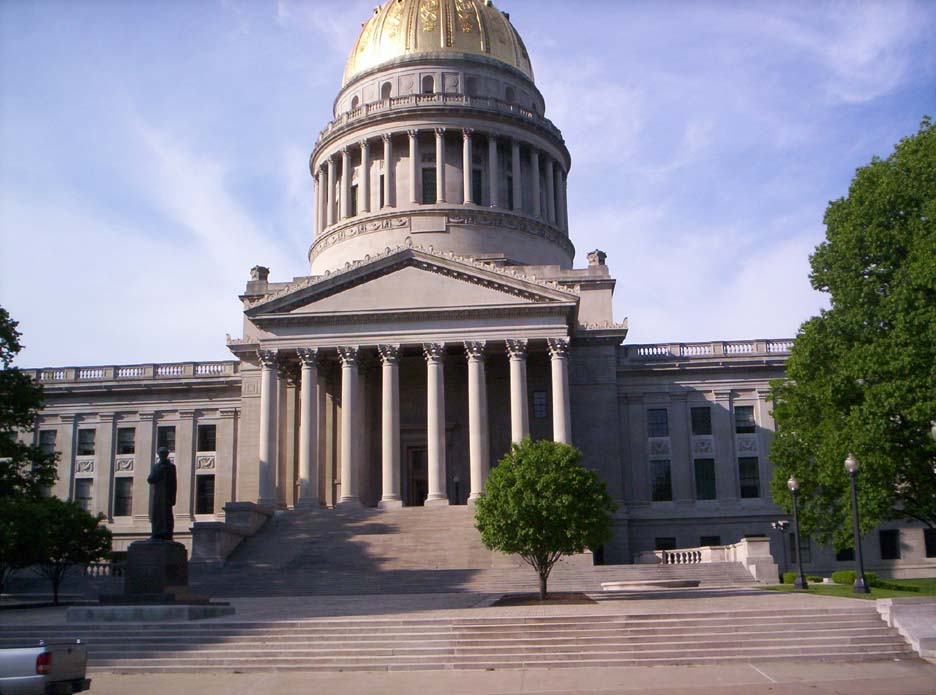
西維吉尼亞州
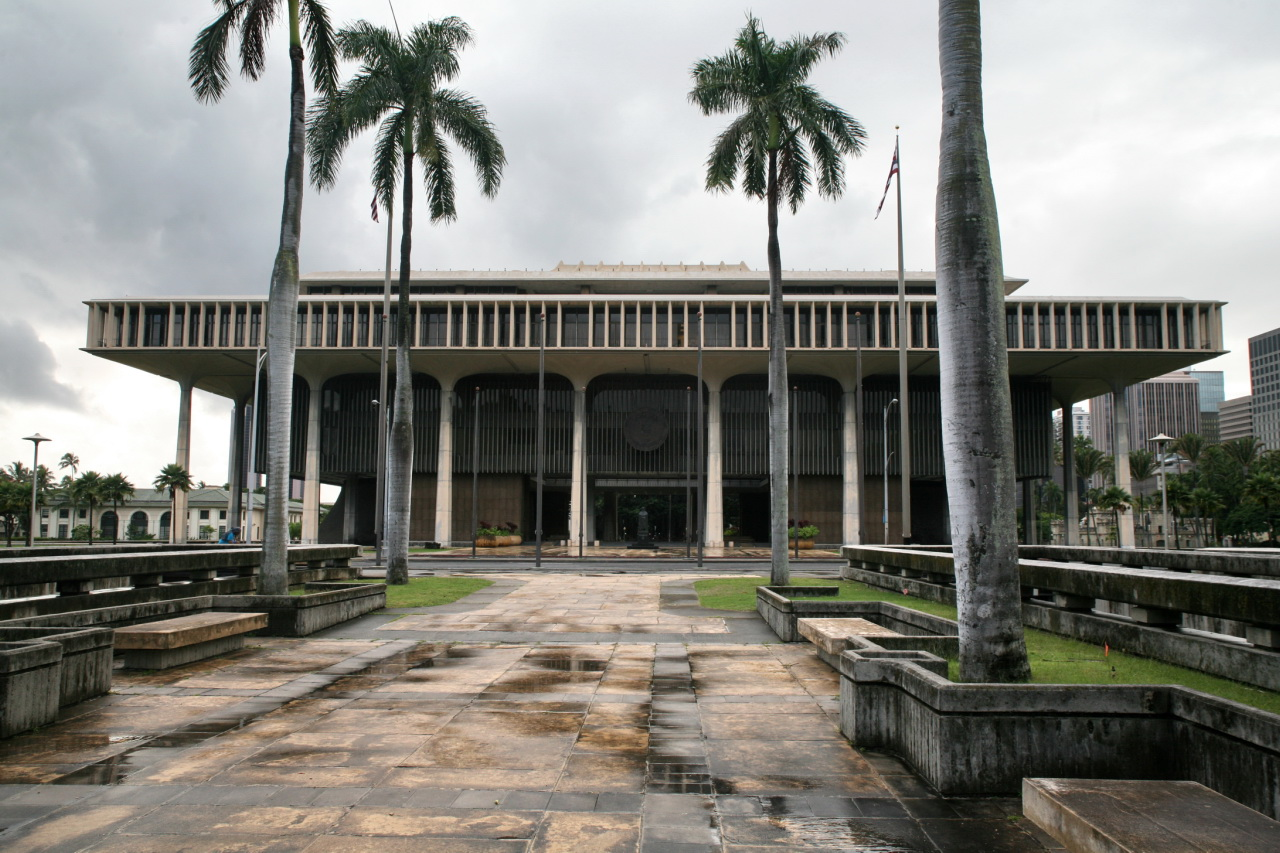
夏威夷州
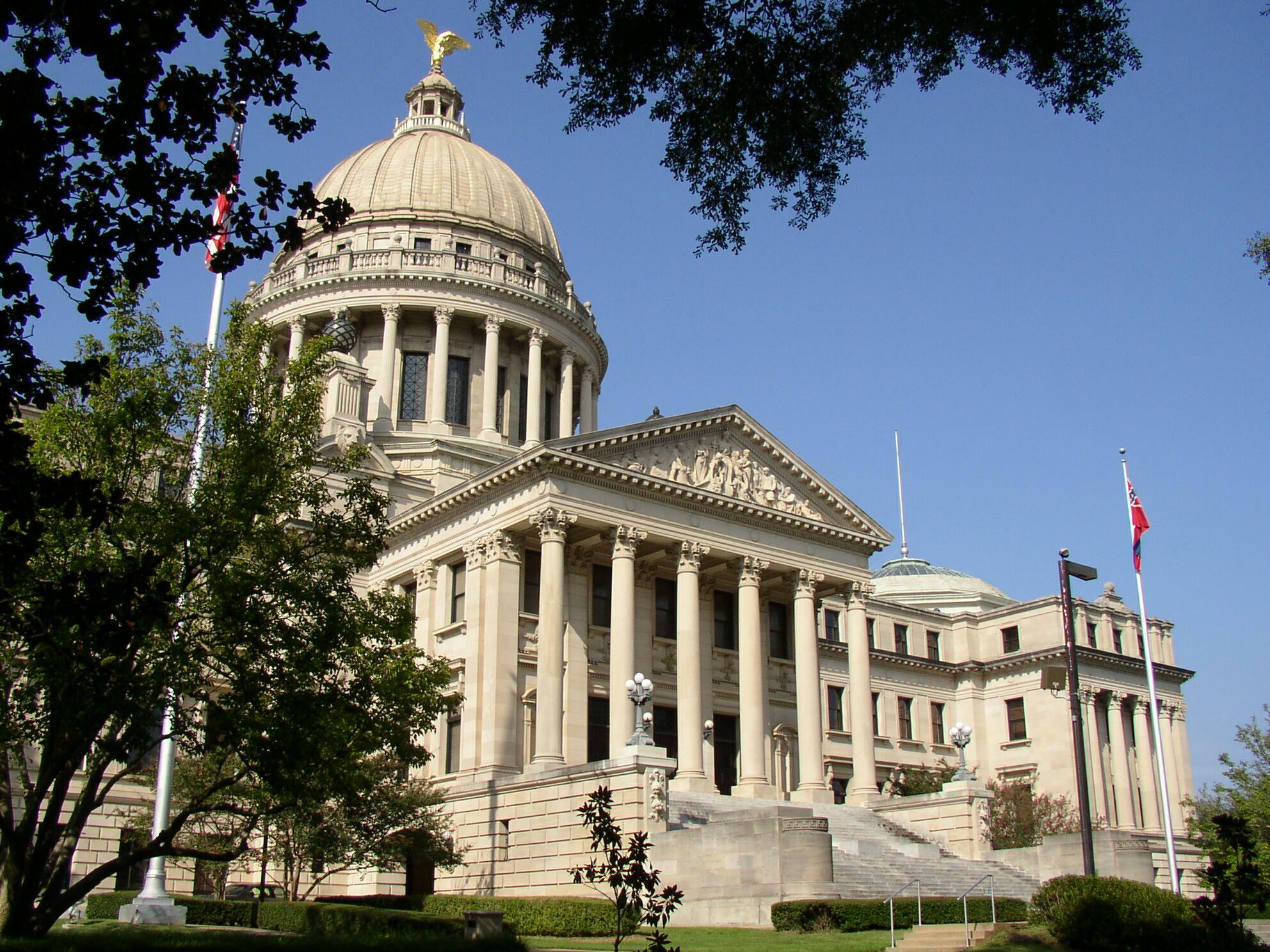
密西西比州
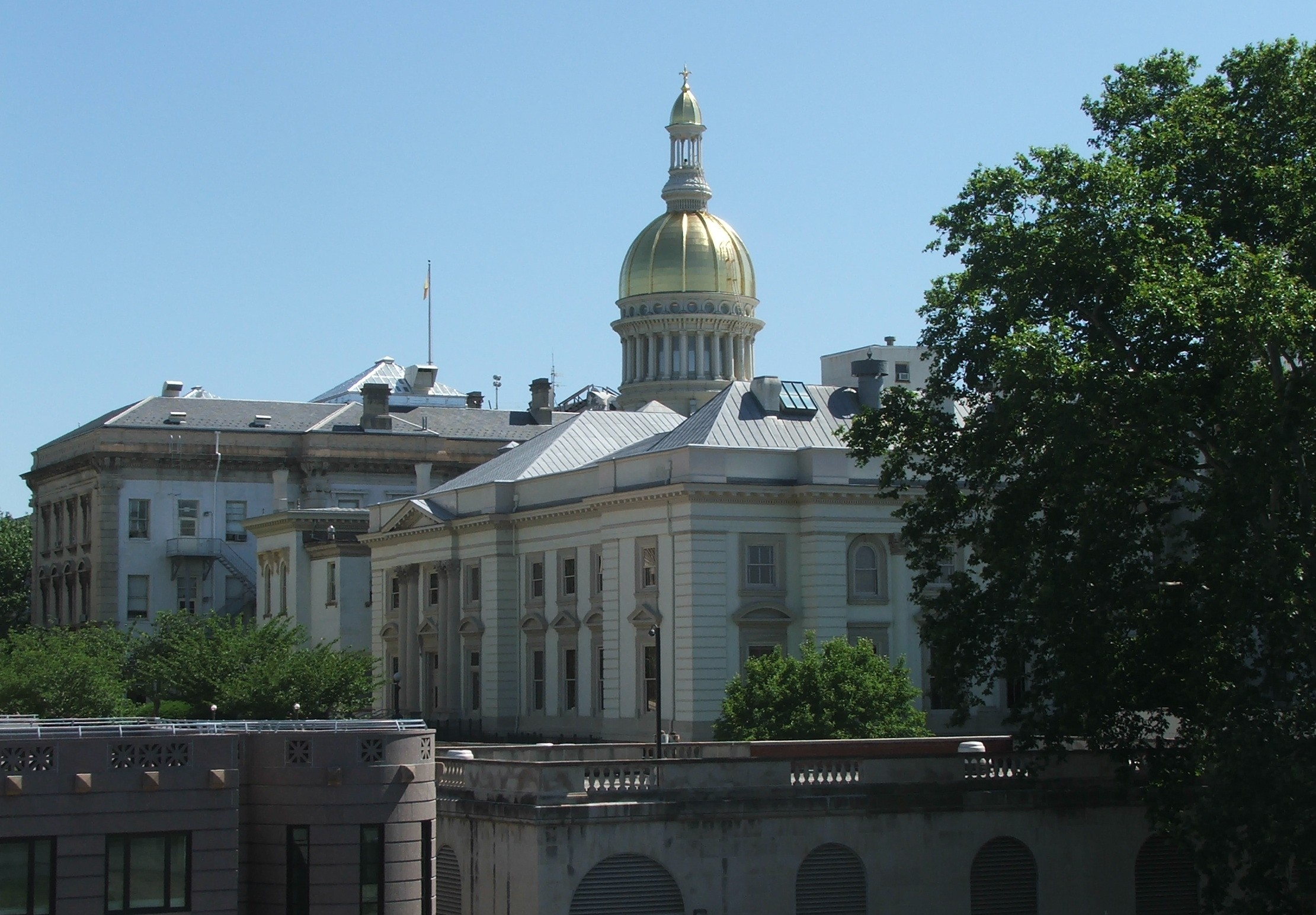
紐澤西州
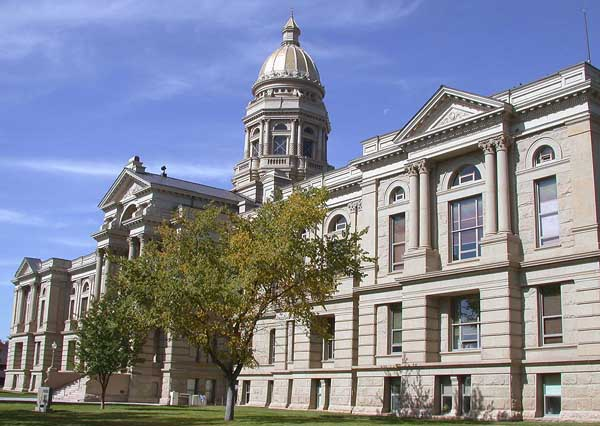
懷俄明州
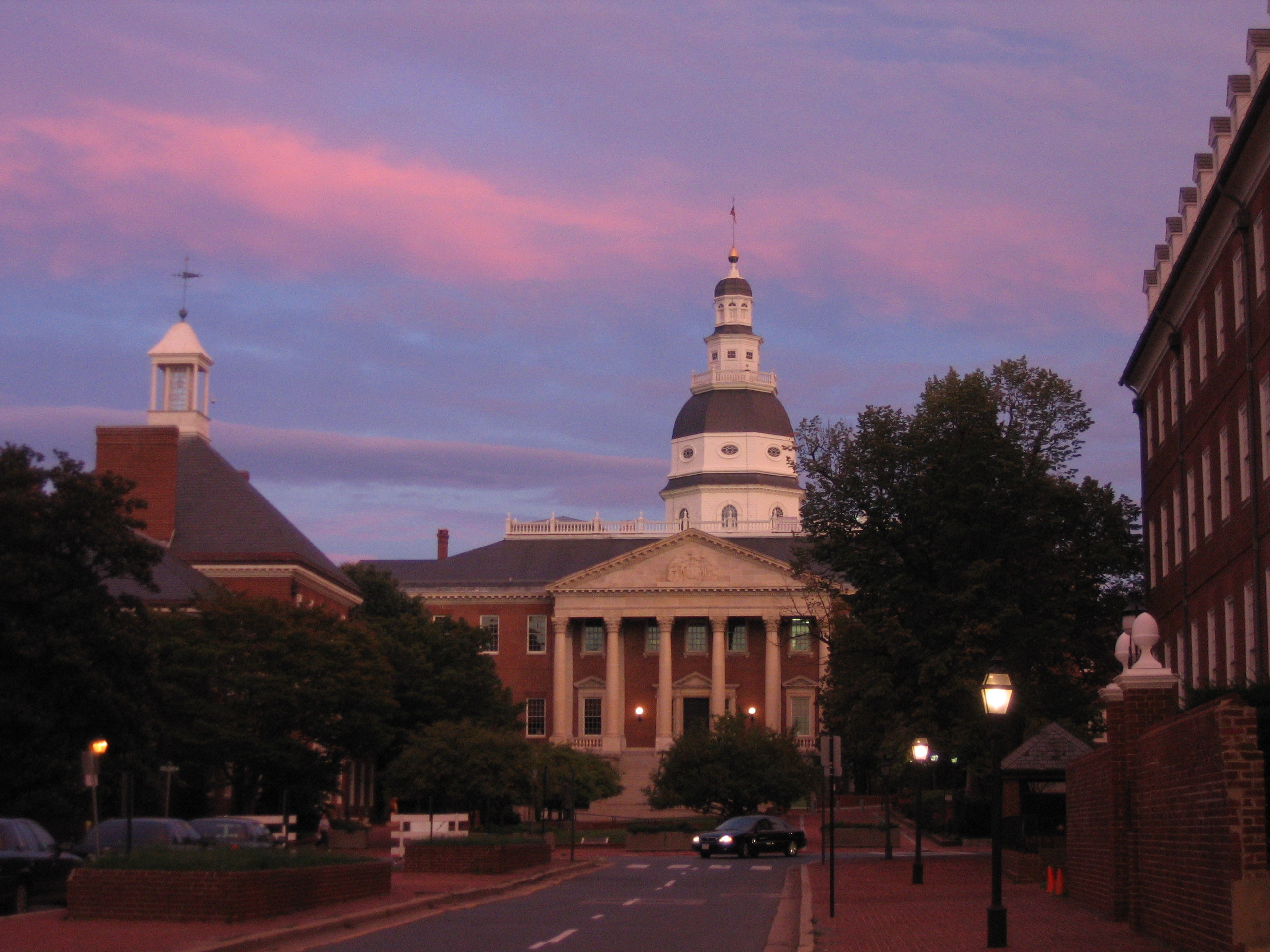
馬里蘭州